# سیارک ۲۸۵۷
سیارک ۲۸۵۷ (به انگلیسی: 2857 NOT، نامگذاری:1942DA) دو هزار و هشتصد و پنجاه و هفتمین سیارک کشف شده‌است که در ۱۷ فوریه ۱۹۴۲ کشف شد.
قدر مطلق سیارک برابر ۱۲٫۷۰ است.